# Пипец (персонаж)
Пипец (англ. Kick-Ass) — главный герой одноимённого комикса, опубликованного Marvel Comics под лейблом компании Icon Comics. Персонаж был создан художником Джоном Ромита-младшим и писателем Марком Милларом. До событий описанных в комиксах Дэйв Лизевски был учеником средней школы и поклонником комиксов, чьи истории вдохновили его стать настоящим супергероем. Он берёт себе псевдоним «Пипец», облачается в костюм супергероя и выходит на улицы Нью-Йорка, чтобы бороться со злом, при этом не обладая ни какими сверхспособностями и даже не пройдя курса спецподготовки. В фильмах «Пипец» и «Пипец 2» персонажа Дэйва Лизевски сыграл актёр Аарон Тейлор.
В 2018 году в версии Image Comics носителем костюма Пипца и его прозвища стала мать одиночка Пейшенс Ли.

## Личность

### Комиксы

#### Дэйв Лизевски
В начале первого номера мать Дейва, Алиса Лизевски, умерла от аневризмы мозга, когда Дэйву было 14. После смерти матери Дейв живёт со своим отцом, Джеймсом Лизевски. У Дейва и его отца были очень сильные, хорошие отношения. Целыми днями Дэйв Лизевски играет в компьютерные игры…
Он полностью осознаёт свою тайну в «Пипец 2». Его отца избивает до смерти сам Мазафакер (ранее Кровавый Угар), находясь в тюрьме после того, как Джеймс Лизевски соврал полиции, что это он был Пипцом, чтобы защитить сына. После смерти отца Дэйв собирает друзей и жаждет отомстить Мазафакеру за отца. Лишь в конце третьего тома он полностью осознаёт, почему в реальном мире нет супергероев, инсценирует якобы свою смерть и устраивается работать в полицию, чтобы просто так, без супергеройского костюма бороться с преступностью. Супергерои в реальном мире не нужны, так как герои живут в каждом из нас.

#### Пейшенс Ли
В новой серии комиксов от Image Comics во времена войны в Афганистане новым носителем костюма и прозвища Пипца стала мать одиночка Пейшенс Ли, которая использует образ Пипца не для геройских поступков, а для ограблений известных преступных банд, чтобы расплатиться с финансовыми долгами её семьи.

### Фильмы
В начале первого фильма мать Дейва, Алиса Лизевски, умирает от аневризмы мозга прямо за обеденным столом, во время семейной трапезы, так же как и в комиксе, когда Дэйву было около пятнадцати. Приходя домой, после школьных занятий, целые дни он просиживает за своим компьютером, посещая в интернете сайты для взрослых, занимаясь при этом мастурбацией. Отец Дейва, в отличие от того, как он характеризуется в комиксах, предстаёт перед зрителями фильма бесчувственным человеком, который не интересуется жизнью сына. И во время нападения на Дэйва, он в первую очередь волнуется, не изнасиловали ли его бандиты.
В фильме «Пипец 2» отец Дэйва был взят под арест полицией и в камере заключения избит до смерти Крисом Д’Амико.
После смерти отца, Дэйв, так же, как и в комиксе собирает друзей и жаждет отомстить Мазафакеру.
В конце фильма «Пипец 2», после того, когда Убивашка уехала из города и Дэйв остался один и он сразу понял, почему в реальном мире нет супергероев. Накачался, стал пить протеиновые коктейли и переделал свой гидрокостюм в железный. Дальнейшая судьба Пипца из фильмов остаётся открытой.

## Биография

### Дэйв Лизевски
17-и летний подросток Дэйв Лизевски задаётся вопросом, почему в реальном мире нет супергероев. Заказывает себе костюм из спандекса, берёт дубинки и идёт очищать улицы Нью-Йорка от преступников. При первой попытке он терпит поражение и попадает в больницу. После лечения его нервные окончания были повреждены, благодаря чему он перестал чувствовать боль. Со второй попытки ему всё-таки удаётся победить бандитов, хоть при этом и не избежав серьёзных побоев.
Во время разборок с Расулом его чуть не убили, если бы на помощь не пришли Убивашка с Папаней. Они спасают ему жизнь. Затем заявляют Пипцу, что никому не доверяют, в том числе и ему. Но Убивашке понравился Пипец и они с Папаней дают ему шанс и заверяют его в своём покровительстве. Пипец даёт клятву хранить их тайну.
В продолжении сюжета картины зрителям открывается предыстория Убивашки и Папани в виде комикса, который обнаруживает их друг семьи Маркус, проникнувший к ним в дом. История повествует о том, что Папаня, бывший полицейский, вместе со своим напарником Маркусом эффективно боровшийся с городской преступностью и в результате чего попавший в тюрьму по ложному обвинению, сфабрикованному злодеем Дженовезе, главой городской преступной группировки. В результате этих драматических событий, его беременная жена решает покончить жизнь самоубийством. Она принимает смертельную дозу таблеток, но перед смертью у неё происходят роды, и врачам удаётся спасти ребёнка, то есть Минди. Маркус становится опекуном Минди. Пять лет спустя освобождается из тюрьмы отец Минди. Всё время своего заключения он вынашивал план мести злодею Дженовезе и серьёзно к этому готовился. К осуществлению задуманного он решает привлечь и свою дочурку.
Позже Пипец встречает Красного тумана, который вдохновился им и хочет совершать подвиги вместе с ним. Во время пожара в одном жилом доме Пипец отважился забежать в дом и спасает кота, но обгоревшие развалины заваливают его вместе с Туманом, пока их оттуда не вытаскивают вовремя подоспевшие пожарные.
Пипец и Красный туман приходят домой к Папане и Убивашке и выясняется, что под маской Красного тумана скрывался Крис Дженовезе, сын босса мафии. Убивашка пытаясь напасть, ловит пулю, а Пипца и Папаню уводят на склад. Пипца начали пытать на электрическом стуле и он не выдержав боль от электрического тока, рассказывает бандитам всю правду, кто он, от куда и почему он стал супергероем. И даже ту самую историю, которую ему поведала Убивашка, что Папаня это бывший полицейский чью жену убил их босс. Но что-то не сходится. Они как будто впервые слышат эту историю. Папаня рассказал правду, что он не был полицейским. Насамом деле он был бухгалтером в кредитной компании, что его жена ненавидела его и он сбежал вместе с Минди (Убивашкой), чтобы начать новую жизнь, а они начали убивать людей Дженовезе, чтобы у них был свой злодей в качестве заклятого врага. После этого Папаню убивают и казалось, что на этом история Пипца тоже закончилась, но Убивашка успевает к нему на помощь, убивает всех злодеев и спасает Пипца. Они вместе врываются в здание Дженовезе и убивают его. Однако его сын Крис остался в живых и будет мстить за отца.
Когда Минди стала учиться в школе вместе с Дэйвом, она попросила у него помощи, чтобы он научил её правильно себя вести и общаться с одноклассниками, а взамен она будет учить его боевым искусствам. Дэйв соглашается и они начали учить друг друга. Через некоторое время Пипец узнаёт об организации Справедливость Навсегда, в которой тоже есть супергерои, собранные Полковником Старс. Оказалось, что Пипец вдохновил их также стать супергероями и помогать другим, а Полконвник Старс до этого в прошлом был злодеем и работал на Дженовезе.
Когда Крис Дженовезе, ставший Мазафакером собрал свою банду суперзлодеев и начал подставлять супергероев, полиция арестовывала всех супергероев и допрашивала их. Отец Дэйва соврал полиции, что он был Пипцом, дабы защитить сына. В тюрьме банда Мазафакера встречает отца Дэйва и убивают его. Пипец начал винить себя в смерти отца, собирает всех супергероев, включая Убивашку и её дядю Маркуса, нападают на суперзлодеев Мазафакера и побеждают их. В ходе драки Мазафакер упал с крыши и был смертельно ранен. Мазафакера забирают в больницу, а Убивашка была арестована и посажена в особоохраняемую тюрьму.

### Пейшенс Ли
Во время войны в Афганистане, Пейшенс Ли возвращается домой, чтобы найти своего мужа, который бросил её и погасил все большие долги. Она решает украсть деньги у людей, разрушающих окрестности, погасить свои долги и оставить себе половину. Она надевает костюм Пипца и позволяет бандитам поймать себя. Оказавшись внутри, она использует свои боевые навыки, чтобы уничтожить гангстеров, и угрожая боссу банды своим пистолетом, заставляет его сдать все деньги; После того, как указанный босс отправляет гангстеров за семьей Пейшенс, она убивает их и самого босса перед тем, как взять на себя его деятельность в качестве нового криминального авторитета под именем «Пипец».

## Появление
Пипец появился в комиксах «Мордобой», «Убивашка», «Мордобой 2» и «Мордобой 3».
В комиксе «Убивашка» он является второстепенным персонажем и напарником Убивашки. Он также старается научить её, как быть нормальным ребёнком, и ладить с девушками, несколько старше самой себя.

## Силы и способности

### Дэйв Лизевски
Как подобает многим другим обычным людям из реального мира, Дэйв не обладает никакими сверхспособностями и даже не владеет боевыми искусствами. Однако после того, как его первая неудачная попытка супергероя заканчивается избиением и ударом своим телом об машину, у него после лечения появляется несколько металлических пластин и скобок, хирургически имплантированных в его голову. Это, наряду с повреждением нервных окончаний, с которыми он страдает во время события избиения, даёт ему способность быть почти невосприимчивым к боли, давая ему преимущество во время боя. Он практически перестал чувствовать любую боль, кроме смены погоды, как было показано в комиксе Убивашка. Его единственным оружием являются его дубинки, которые завернуты в зелёную ленту.
В шестом номере «Пипец 2» он обновил свои двойные дубинки, добавив вокруг них колючую проволоку. В кинематографической версии «Пипец» он становится искусным при обращении с огнестрельным оружием. Из-за отсутствия боевых навыков, он получает рукопашную боевую подготовку от Убивашки.

## Вне комиксов

### В играх
- Пипец был одним из играбельных персонажей в игре Kick-Ass: The Game.
- Пипец является играбельным персонажем в игре Kick-Ass 2: The Game.

### В кино

Постер первого фильма

Первое появление на больших экранах произошло в фильме 2010 года «Пипец», и пока, что последнее в сиквеле 2013 года «Пипец 2». Оба фильма вышли с рейтингом «R».
Аарон Джонсон — исполнитель Пипца, но изначально на его роль планировался Кристофер Минц-Пласс, однако режиссёру Мэттью Вону он абсолютно не понравился, и тогда он предложил Кристоферу роль Кровавого угара. Аарон Джонсон говорит, что Пипец — «чувствительный парень», который потерял свою мать и «никто» в школе не обращает на него внимание, поэтому он создаёт свою репутацию «супергероя» как вся эта другая персона. Он сказал, что Дэйв — это «ребёнок, у которого есть смелость пойти туда и сделать что-то другое, даже если это будет ему стоить ран и синяков». В рамках подготовки к этой роли Джонсон получил подготовку по фитнесу и трюкам, а также пару недель занимался хореографией. Ему также понадобился тренер диалектов для американского акцента в соответствии с характером.
В 2018 году Марк Миллар сказал, что он хотел бы, чтобы Тесса Томпсон изобразила воплощение персонажа Пейшенс Ли в предполагаемом третьем фильме «Пипец», Томпсон в свою очередь заявила, что она «очень заинтересована» данной ролью.

### Игрушки
В 2010 году Mezco выпустила игрушечные фигурки Пипца, основанные на первом фильме, а затем появились новые фигурки, выпущенные в 2013 году Neca.